# Benjaminia fuscipennis
Benjaminia fuscipennis är en stekelart som först beskrevs av Léon Abel Provancher 1888.  Benjaminia fuscipennis ingår i släktet Benjaminia och familjen brokparasitsteklar. Inga underarter finns listade.